# CKeditor
CKEditor — свободный WYSIWYG-редактор, который может быть использован на веб-страницах.
До версии 3.0 назывался FCKeditor («FCK» от имени создателя редактора, Frederico Caldeira Knabben), но сменил имя чтобы не ассоциироваться с распространённым в английском языке ругательством (при старте проекта бразилец Фредерико об этом не знал).
Особенностью редактора является малый размер без необходимости инсталляции на стороне клиента.
Редактор интегрирован с:
- ASP.Net
- ASP
- ColdFusion
- PHP
- Java
- JavaScript
- Active-FoxPro
- Lasso
- Perl
- Python
- Ruby

CKeditor совместим с большинством современных браузеров:
- Opera 9.50+
- Safari 3.0+
- Firefox 1.5+
- Camino 1.0+ (Mac)
- Internet Explorer 5.5+
- Google Chrome

Редактор также интегрирован с системами управления содержимым, например: Drupal, Plone, MediaWiki.
На официальном сайте имеется возможность ознакомиться с демоверсией продукта, в режиме онлайн. Для CKEditor есть плагин проверки орфографии с помощью WebSpellChecker Software. Данная функция бесплатная при высвечивающемся рекламном баннере.